# Finale del campionato mondiale per club FIFA 2005
La finale della 2ª edizione del campionato mondiale per club (noto in seguito come Coppa del mondo per club) si è tenuta il 18 dicembre 2005 all'International Stadium di Yokohama tra i brasiliani del San Paolo, vincitori della Coppa Libertadores 2005, e gli inglesi del Liverpool, vincitori della UEFA Champions League 2004-2005.

## Il cammino verso la finale
Il San Paolo ha superato in semifinale l'Al-Ittihad, campione della AFC Champions League 2005, per 3-2.
Il Liverpool è arrivato in finale eliminando il Deportivo Saprissa, vincitore della CONCACAF Champions' Cup 2005 per 3-0.

## La partita
La partita è stata risolta al 27' da un gol di Mineiro, centrocampista del San Paolo, su assist di Aloísio. Il Liverpool ha provato a riaprire la gara ma il portiere dei brasiliani Rogério Ceni si è dimostrato insuperabile prima su Gerrard e poi su Luis García (che ha colpito anche una traversa). Per i brasiliani si è trattato del primo successo nella competizione, dopo le due vittorie nella Coppa Intercontinentale.

## Tabellino
| Arbitro: | Benito Archundia |

|             |           |  |
| Mineiro 27’ | Marcatori |  |

| San Paolo | Liverpool |

Formazioni:
| San Paolo (5-3-2) |    |                  |     |     |
|                   |    |                  |     |     |
| POR               | 1  | Rogério Ceni (C) | 90’ |     |
| TD                | 2  | Cicinho          |     |     |
| DIF               | 3  | Fabão            |     |     |
| DIF               | 4  | Edcarlos         |     |     |
| DIF               | 5  | Diego Lugano     | 57’ |     |
| TS                | 6  | Júnior           |     |     |
| CEN               | 7  | Mineiro          |     |     |
| CEN               | 8  | Josué            |     |     |
| CEN               | 10 | Danilo           |     |     |
| ATT               | 11 | Amoroso          |     |     |
| ATT               | 14 | Aloísio          |     | 75’ |
| A disposizione:   |    |                  |     |     |
| POR               | 22 | Bosco            |     |     |
| POR               | 23 | Flávio Kretzer   |     |     |
| ATT               | 9  | Grafite          |     | 75’ |
| ATT               | 12 | Christian Corrêa |     |     |
| DIF               | 13 | Alex             |     |     |
| CEN               | 15 | Denílson         |     |     |
| DIF               | 16 | Fábio Santos     |     |     |
| CEN               | 17 | Renan            |     |     |
| DIF               | 18 | Flávio Donizete  |     |     |
| ATT               | 19 | Thiago Ribeiro   |     |     |
| CEN               | 20 | Richarlyson      |     |     |
| CEN               | 21 | Souza            |     |     |
| Allenatore:       |    |                  |     |     |
| Paulo Autuori     |    |                  |     |     |

| Liverpool (4-4-1-1) |    |                         |  |     |
|                     |    |                         |  |     |
| POR                 | 12 | Pepe Reina              |  |     |
| DIF                 | 2  | Stephen Warnock         |  | 79’ |
| DIF                 | 3  | Steve Finnan            |  |     |
| DIF                 | 4  | Sami Hyypiä             |  |     |
| DIF                 | 23 | Jamie Carragher         |  | 79’ |
| CEN                 | 7  | Harry Kewell            |  |     |
| CEN                 | 8  | Steven Gerrard (C)      |  |     |
| CEN                 | 10 | Luis García             |  |     |
| CEN                 | 14 | Xabi Alonso             |  |     |
| CEN                 | 22 | Mohamed Sissoko         |  |     |
| ATT                 | 19 | Fernando Morientes      |  | 85’ |
| A disposizione:     |    |                         |  |     |
| POR                 | 1  | Jerzy Dudek             |  |     |
| POR                 | 13 | Scott Carson            |  |     |
| DIF                 | 6  | John Arne Riise         |  | 79’ |
| ATT                 | 9  | Djibril Cissé           |  |     |
| ATT                 | 11 | Florent Sinama-Pongolle |  | 79’ |
| ATT                 | 15 | Peter Crouch            |  | 85’ |
| CEN                 | 16 | Dietmar Hamann          |  |     |
| DIF                 | 17 | Josemi                  |  |     |
| DIF                 | 21 | Djimi Traoré            |  |     |
| Allenatore:         |    |                         |  |     |
| Rafael Benítez      |    |                         |  |     |

### Riconoscimenti
Man of the Match:  Rogério Ceni